# Eulerův–Maclaurinův vzorec
Eulerův–Maclaurinův vzorec je v matematice vzorec pro rozdíl mezi integrálem a sumou tento integrál aproximující. Lze jej použít pro aproximaci integrálů konečnými součty nebo opačně pro vyhodnocení konečných součtů a nekonečných řad pomocí integrálů a numerické řešení úloh infinitezimálního počtu. Z tohoto vzorce je odvozeno mnoho asymptotických rozvojů, a jeho bezprostředním důsledkem je Faulhaberův vzorec pro sumu mocnin.
Vzorec objevili okolo roku 1735 nezávisle Leonhard Euler a Colin Maclaurin. Euler jej potřeboval pro výpočty pomalu konvergujících nekonečných řad, zatímco Maclaurin jej používal pro vypočet integrálů. Později byl zobecněn na Darbouxův vzorec.

## Vzorec
Pokud m a n jsou přirozená čísla a f(x) je reálná nebo komplexní spojitá funkce s reálným parametrem x na intervalu {\displaystyle \langle m,n\rangle }, pak integrál
{\displaystyle I=\int _{m}^{n}f(x)\,dx}
lze aproximovat součtem (nebo naopak)
{\displaystyle S=f(m+1)+\cdots +f(n-1)+f(n)}
(viz obdélníková metoda). Eulerův–Maclaurinův vzorec poskytuje výrazy pro rozdíl mezi součtem a integrálem s použitím vyšších derivací {\displaystyle f^{(k)}(x)} vyčíslených v koncových bodech intervalu x = m a x = n.
Explicitně pro libovolné kladné celé číslo p a libovolnou funkci f(x), která je p krát diferencovatelná na intervalu {\displaystyle \langle m,n\rangle }, platí
{\displaystyle S-I=\sum _{k=1}^{p}{{\frac {B_{k}}{k!}}\left(f^{(k-1)}(n)-f^{(k-1)}(m)\right)}+R_{p},}
kde Bk je k-té Bernoulliho číslo (s {\displaystyle B_{1}={\frac {1}{2}}}) a Rp je chybový člen, který závisí na n, m, p, a f a obvykle je pro vhodné hodnoty p malý.
Vzorec se často píše tak, že dolní index nabývá pouze sudých hodnot, protože lichá Bernoulliho čísla jsou nula kromě pro B1:
{\displaystyle \sum _{i=m}^{n}f(i)=\int _{m}^{n}f(x)\,dx+{\frac {f(n)+f(m)}{2}}+\sum _{k=1}^{\left\lfloor {\frac {p}{2}}\right\rfloor }{\frac {B_{2k}}{(2k)!}}\left(f^{(2k-1)}(n)-f^{(2k-1)}(m)\right)+R_{p},}
nebo alternativně
{\displaystyle \sum _{i=m+1}^{n}f(i)=\int _{m}^{n}f(x)\,dx+{\frac {f(n)-f(m)}{2}}+\sum _{k=1}^{\left\lfloor {\frac {p}{2}}\right\rfloor }{\frac {B_{2k}}{(2k)!}}\left(f^{(2k-1)}(n)-f^{(2k-1)}(m)\right)+R_{p}.}

### Zbytkový člen
Protože integrál obvykle není přesně roven součtu, obsahuje vzorec zbytkový člen. Vzorec lze odvodit opakovanou aplikací integrace per partes na sebe navazujících intervalech {\displaystyle \langle r,r+1\rangle } pro r = m, m + 1, …, n − 1. Hraniční členy v těchto integracích dávají hlavní členy vzorce, a zbylé integrály tvoří zbytkový člen.
Zbytkový člen lze přesně vyjádřit pomocí periodizované Bernoulliho funkce Pk(x). Bernoulliho polynomy je možné definovat rekurzivně vztahem B0(x) = 1 a, pro k ≥ 1,
{\displaystyle {\begin{aligned}B_{k}'(x)&=kB_{k-1}(x),\\\int _{0}^{1}B_{k}(x)\,dx&=0.\end{aligned}}}
Periodizovaná Bernoulliho funkce je definována vztahem
{\displaystyle P_{k}(x)=B_{k}{\bigl (}x-\lfloor x\rfloor {\bigr )},}
kde ⌊x⌋ označuje největší celé číslo menší nebo rovné x, takže x − ⌊x⌋ vždy leží v intervalu {\displaystyle \langle 0,1)}.
S touto notací je zbytkový člen Rp roven
{\displaystyle R_{p}=(-1)^{p+1}\int _{m}^{n}f^{(p)}(x){\frac {P_{p}(x)}{p!}}\,dx.}
Pro k > 0 lze ukázat, že
{\displaystyle {\bigl |}B_{k}(x){\bigr |}\leq {\frac {2\cdot k!}{(2\pi )^{k}}}\zeta (k),}
kde ζ je Riemannova funkce zeta; jednou z možností, jak tuto nerovnost dokázat, je použít Fourierovu řadu pro polynomy Bk(x). Meze jsou dosaženy pro sudé k, pokud x = 0. Člen ζ(k) lze pro lichá k vynechat, ale důkaz je v tomto případě složitější. Pomocí této nerovnosti lze velikost zbytkového členu odhadnout jako
{\displaystyle \left|R_{p}\right|\leq {\frac {2\zeta (p)}{(2\pi )^{p}}}\int _{m}^{n}\left|f^{(p)}(x)\right|\,dx.}

### První členy
Bernoulliho čísla od B1 do B7 jsou {\displaystyle {\frac {1}{2}},{\frac {1}{6}},0,-{\frac {1}{30}},0,{\frac {1}{42}},0}. Proto první členy Eulerova–Maclaurinova vzorce jsou:
{\displaystyle {\begin{aligned}\sum _{n=a+1}^{b}f(n)-\int _{a}^{b}f(x)\,dx&={\frac {f(b)-f(a)}{2}}+\int _{a}^{b}f'(x)P_{1}(x)\,dx\\&={\frac {f(b)-f(a)}{2}}+{\frac {1}{6}}{\frac {f'(b)-f'(a)}{2!}}-\int _{a}^{b}f''(x){\frac {P_{2}(x)}{2!}}\,dx\\&={\frac {f(b)-f(a)}{2}}+{\frac {1}{6}}{\frac {f'(b)-f'(a)}{2!}}+\int _{a}^{b}f'''(x){\frac {P_{3}(x)}{3!}}\,dx\\&={\frac {f(b)-f(a)}{2}}+{\frac {1}{6}}{\frac {f'(b)-f'(a)}{2!}}-{\frac {1}{30}}{\frac {f'''(b)-f'''(a)}{4!}}-\int _{a}^{b}f^{(4)}(x){\frac {P_{4}(x)}{4!}}\,dx\\&={\frac {f(b)-f(a)}{2}}+{\frac {1}{6}}{\frac {f'(b)-f'(a)}{2!}}-{\frac {1}{30}}{\frac {f'''(b)-f'''(a)}{4!}}+\int _{a}^{b}f^{(5)}(x){\frac {P_{5}(x)}{5!}}\,dx\\&={\frac {f(b)-f(a)}{2}}+{\frac {1}{6}}{\frac {f'(b)-f'(a)}{2!}}-{\frac {1}{30}}{\frac {f'''(b)-f'''(a)}{4!}}+{\frac {1}{42}}{\frac {f^{(5)}(b)-f^{(5)}(a)}{6!}}-\int _{a}^{b}f^{(6)}(x){\frac {P_{6}(x)}{6!}}\,dx\\&={\frac {f(b)-f(a)}{2}}+{\frac {1}{6}}{\frac {f'(b)-f'(a)}{2!}}-{\frac {1}{30}}{\frac {f'''(b)-f'''(a)}{4!}}+{\frac {1}{42}}{\frac {f^{(5)}(b)-f^{(5)}(a)}{6!}}+\int _{a}^{b}f^{(7)}(x){\frac {P_{7}(x)}{7!}}\,dx.\end{aligned}}}

## Aplikace

### Basilejský problém
Basilejský problém je spočítat sumu
{\displaystyle 1+{\frac {1}{4}}+{\frac {1}{9}}+{\frac {1}{16}}+{\frac {1}{25}}+\cdots =\sum _{n=1}^{\infty }{\frac {1}{n^{2}}}.}
Euler v roce 1735 vypočítal tento součet na 20 desítkových míst pomocí několika málo členů Eulerova–Maclaurinova vzorce. To jej pravděpodobně přesvědčilo, že součet se rovná {\displaystyle {\frac {\pi ^{2}}{6}}}, což ve stejném roce dokázal.

### Součty obsahujícím polynom
Je-li f je Polynom a p je dostatečně velké, pak zbytkový člen bude mít nulovou hodnotu. Pokud například f(x) = x3, můžeme zvolit p = 2 po zjednodušení dostaneme
{\displaystyle \sum _{i=0}^{n}i^{3}=\left({\frac {n(n+1)}{2}}\right)^{2}.}

### Aproximace integrálů
Vzorec poskytuje prostředek pro aproximaci integrálu na omezeném intervalu. Nechť a < b jsou koncové body intervalu integrace. Zvolíme N – počet bodů použitých pro aproximaci, takže velikost kroku bude
{\displaystyle h={\frac {b-a}{N-1}}}
```
a 
x
i
 = 
a
 + (
i
 − 1)
h
, tedy 
x
1
= 
a
 a 
x
N
 = 
b
. Dostáváme
[
5
]
```

{\displaystyle {\begin{aligned}I&=\int _{a}^{b}f(x)\,dx\\&\sim h\left({\frac {f(x_{1})}{2}}+f(x_{2})+\cdots +f(x_{N-1})+{\frac {f(x_{N})}{2}}\right)+{\frac {h^{2}}{12}}{\bigl [}f'(x_{1})-f'(x_{N}){\bigr ]}-{\frac {h^{4}}{720}}{\bigl [}f'''(x_{1})-f'''(x_{N}){\bigr ]}+\cdots \end{aligned}}}
Tento vzorec můžeme chápat jako rozšíření lichoběžníkového pravidla o opravné členy. Tento asymptotický rozvoj obvykle nekonverguje – existuje určité p, závisející na f a h, takové, že členy od řádu p rychle rostou. Na zbytkový člen je tedy třeba dávat velký pozor.
Eulerův–Maclaurinův vzorec se používá také pro podrobnou analýzu chyb při numerické integraci. Vysvětluje vynikající výkonnost lichoběžníkové metody pro hladké periodické funkce a používá se v určitých extrapolačních metodách. Clenshawova-Curtisova kvadratura je v zásadě substituce, která převádí libovolný integrál na integrály periodických funkcí, kde je Eulerův–Maclaurinův přístup velmi přesný (v tomto určitém případě má Eulerův–Maclaurinův vzorec tvar diskrétní kosinové transformace). Tato technika se někdy nazývá periodizační transformace.

### Asymptotický rozvoj součtů
Při výpočtech asymptotických rozvojů součtů a řad je obvykle nejužitečnější tento tvar Eulerova–Maclaurinova vzorce:
{\displaystyle \sum _{n=a}^{b}f(n)\sim \int _{a}^{b}f(x)\,dx+{\frac {f(b)+f(a)}{2}}+\sum _{k=1}^{\infty }\,{\frac {B_{2k}}{(2k)!}}\left(f^{(2k-1)}(b)-f^{(2k-1)}(a)\right),}
kde a a b jsou celá čísla. Rozvoj zůstává často platný dokonce i po limitním přechodu a → −∞, b → +∞ nebo obou. V mnoha případech lze integrál na pravé straně vyčíslit v uzavřeném tvaru pomocí elementárních funkcí, přestože součet na levé straně takto vyjádřit nelze. Pak lze pomocí elementárních funkcí vyjádřit všechny členy asymptotické řady. Například
{\displaystyle \sum _{k=0}^{\infty }{\frac {1}{(z+k)^{2}}}\sim \underbrace {\int _{0}^{\infty }{\frac {1}{(z+k)^{2}}}\,dk} _{={\dfrac {1}{z}}}+{\frac {1}{2z^{2}}}+\sum _{t=1}^{\infty }{\frac {B_{2t}}{z^{2t+1}}}.}
Zde je levá strana rovna ψ(1)(z), jmenovitě polygamma funkci prvního řádu definované vztahem
{\displaystyle \psi ^{(1)}(z)={\frac {d^{2}}{dz^{2}}}\log \Gamma (z);}
Gama funkce Γ(z) je rovna (z − 1)!, je-li z je přirozené číslo. Dostáváme asymptotický rozvoj pro ψ(1)(z). Naopak tento rozvoj slouží jako východisko pro jedno z odvození přesného odhadu chyby ve Stirlingově vzorci pro funkci faktoriál.

#### Příklady
Je-li s celé číslo větší než 1, dostáváme:
{\displaystyle \sum _{k=1}^{n}{\frac {1}{k^{s}}}\approx {\frac {1}{s-1}}+{\frac {1}{2}}-{\frac {1}{(s-1)n^{s-1}}}+{\frac {1}{2n^{s}}}+\sum _{i=1}{\frac {B_{2i}}{(2i)!}}\left[{\frac {(s+2i-2)!}{(s-1)!}}-{\frac {(s+2i-2)!}{(s-1)!n^{s+2i-1}}}\right].}
Pokud sloučíme konstanty do hodnoty Riemannovy funkce zeta, můžeme asymptotický rozvoj zapsat ve tvaru:
{\displaystyle \sum _{k=1}^{n}{\frac {1}{k^{s}}}\sim \zeta (s)-{\frac {1}{(s-1)n^{s-1}}}+{\frac {1}{2n^{s}}}-\sum _{i=1}{\frac {B_{2i}}{(2i)!}}{\frac {(s+2i-2)!}{(s-1)!n^{s+2i-1}}}.}
Pro s = 2 se výraz zjednoduší na
{\displaystyle \sum _{k=1}^{n}{\frac {1}{k^{2}}}\sim \zeta (2)-{\frac {1}{n}}+{\frac {1}{2n^{2}}}-\sum _{i=1}{\frac {B_{2i}}{n^{2i+1}}},}
nebo
{\displaystyle \sum _{k=1}^{n}{\frac {1}{k^{2}}}\sim {\frac {\pi ^{2}}{6}}-{\frac {1}{n}}+{\frac {1}{2n^{2}}}-{\frac {1}{6n^{3}}}+{\frac {1}{30n^{5}}}-{\frac {1}{42n^{7}}}+\cdots .}
Pro s = 1 dává odpovídající technika asymptotický rozvoj harmonických čísel:
{\displaystyle \sum _{k=1}^{n}{\frac {1}{k}}\sim \gamma +\log n+{\frac {1}{2n}}-\sum _{k=1}^{\infty }{\frac {B_{2k}}{2kn^{2k}}},}
kde γ ≈ 0.5772... je Eulerova konstanta.

## Důkazy

### Odvození matematickou indukcí
Následující důkaz uvádí Apostol.
Bernoulliho polynomy Bn(x) a periodické Bernoulliho funkce Pn(x) pro n = 0, 1, 2, ... byly zavedeny výše.
Prvních několik Bernoulliho polynomů je
{\displaystyle {\begin{aligned}B_{0}(x)&=1,\\B_{1}(x)&=x-{\tfrac {1}{2}},\\B_{2}(x)&=x^{2}-x+{\tfrac {1}{6}},\\B_{3}(x)&=x^{3}-{\tfrac {3}{2}}x^{2}+{\tfrac {1}{2}}x,\\B_{4}(x)&=x^{4}-2x^{3}+x^{2}-{\tfrac {1}{30}},\\&\vdots \end{aligned}}}
Hodnoty Bn(0) jsou Bernoulliho čísla Bn. Pro n ≠ 1 platí
{\displaystyle B_{n}=B_{n}(0)=B_{n}(1),}
a pro n = 1,
{\displaystyle B_{1}=B_{1}(0)=-B_{1}(1).}
Funkce Pn mají na intervalu {\displaystyle \langle 0,1\rangle } stejnou hodnotu jako Bernoulliho polynomy a jsou periodické s periodou 1. Navíc jsou, kromě n = 1, také spojité. Tedy,
{\displaystyle P_{n}(0)=P_{n}(1)=B_{n}\quad {\text{pro }}n\neq 1.}
Pro celé číslo k uvažujme integrál
{\displaystyle \int _{k}^{k+1}f(x)\,dx=\int _{k}^{k+1}u\,dv,}
kde
{\displaystyle {\begin{aligned}u&=f(x),\\du&=f'(x)\,dx,\\dv&=P_{0}(x)\,dx&{\text{protože }}P_{0}(x)&=1,\\v&=P_{1}(x).\end{aligned}}}
Integrací per partes dostaneme
{\displaystyle {\begin{aligned}\int _{k}^{k+1}f(x)\,dx&={\bigl [}uv{\bigr ]}_{k}^{k+1}-\int _{k}^{k+1}v\,du\\&={\bigl [}f(x)P_{1}(x){\bigr ]}_{k}^{k+1}-\int _{k}^{k+1}f'(x)P_{1}(x)\,dx\\&=B_{1}(1)f(k+1)-B_{1}(0)f(k)-\int _{k}^{k+1}f'(x)P_{1}(x)\,dx.\end{aligned}}}
Použitím {\displaystyle B_{1}(0)=-{\frac {1}{2}}}, {\displaystyle B_{1}(1)={\frac {1}{2}}} a sečtením výše uvedených výrazů od k = 0 do k = n − 1, dostaneme
{\displaystyle {\begin{aligned}\int _{0}^{n}f(x)\,dx&=\int _{0}^{1}f(x)\,dx+\cdots +\int _{n-1}^{n}f(x)\,dx\\&={\frac {f(0)}{2}}+f(1)+\dotsb +f(n-1)+{\frac {f(n)}{2}}-\int _{0}^{n}f'(x)P_{1}(x)\,dx.\end{aligned}}}
Přičtením {\displaystyle {\frac {f(n)-f(0)}{2}}} k oběma stranám a přeskupením členů dostaneme
{\displaystyle \sum _{k=1}^{n}f(k)=\int _{0}^{n}f(x)\,dx+{\frac {f(n)-f(0)}{2}}+\int _{0}^{n}f'(x)P_{1}(x)\,dx.}
Výsledkem je sumační vzorec pro p = 1. Pro pokračování indukce aplikujeme integraci per partes na chybový člen:
{\displaystyle \int _{k}^{k+1}f'(x)P_{1}(x)\,dx=\int _{k}^{k+1}u\,dv,}
kde
{\displaystyle {\begin{aligned}u&=f'(x),\\du&=f''(x)\,dx,\\dv&=P_{1}(x)\,dx,\\v&={\tfrac {1}{2}}P_{2}(x).\end{aligned}}}
Výsledek integrace per partes je
{\displaystyle {\begin{aligned}{\bigl [}uv{\bigr ]}_{k}^{k+1}-\int _{k}^{k+1}v\,du&=\left[{\frac {f'(x)P_{2}(x)}{2}}\right]_{k}^{k+1}-{\frac {1}{2}}\int _{k}^{k+1}f''(x)P_{2}(x)\,dx\\&={\frac {B_{2}}{2}}(f'(k+1)-f'(k))-{\frac {1}{2}}\int _{k}^{k+1}f''(x)P_{2}(x)\,dx.\end{aligned}}}
Sečtením od k = 0 do k = n − 1 a substitucí za chybový člen nižšího řádu vede ke vzorci pro p = 2:
{\displaystyle \sum _{k=1}^{n}f(k)=\int _{0}^{n}f(x)\,dx+{\frac {f(n)+f(0)}{2}}+{\frac {B_{2}}{2}}{\bigl (}f'(n)-f'(0){\bigr )}-{\frac {1}{2}}\int _{0}^{n}f''(x)P_{2}(x)\,dx.}
Celý postup lze opakovat. Tímto způsobem dostaneme důkaz Eulerova–Maclaurinova sumačního vzorce, který lze formalizovat matematickou indukcí, při níž indukční krok využívá integraci per partes a identit pro periodické Bernoulliho funkce.